# Шуанфэн
Шуанфэ́н (кит. упр. 双峰, пиньинь Shuāngfēng) — уезд городского округа Лоуди провинции Хунань (КНР).

## История
Изначально эти места были частью уезда Сянсян
После образования КНР в 1949 году был создан Специальный район Иян (益阳地区), и уезд Сянсян вошёл в его состав. 16 февраля 1952 года юго-западная часть уезда Сянсян была выделена в отдельный уезд Шуанфэн, вошедший в состав Специального района Шаоян (邵阳地区).
В 1970 году Специальный район Шаоян был переименован в Округ Шаоян (邵阳地区).
Постановлением Госсовета КНР от 29 сентября 1977 года северная часть Округа Шаоян была выделена в отдельный Округ Ляньюань (涟源地区), и уезд перешёл в его состав.
Постановлением Госсовета КНР от 11 декабря 1982 года Округ Ляньюань был переименован в Округ Лоуди (娄底地区).
Постановлением Госсовета КНР от 20 января 1999 года округ Лоуди был преобразован в городской округ.

## Административное деление
Уезд делится на 13 посёлков и 3 волости.